# 田義 (明朝宦官)
田義（1534年—1605年），号渭川，陕西西安府华阴县人。明代万历时期的南京司禮監掌印太监。

## 生平
生于嘉靖十三年（1534年），9岁净身入宫，至司礼监内书堂读书，隆庆年间，任司礼监提督太监下属的六科廊掌司，万历時任文书房当管事，“掌房十员。掌收通政司每日封进本章，并会极门京官及各藩所上封本。其在外之阁票，在内之搭票，一应圣谕旨意御批，俱留文书房落底薄发。”万历十年（1582年）奉旨押還秦府永寿王府辅国中尉朱怀墉至凤阳。万历十一年（1583年），为南京副守备，十四年，转正守备兼掌南京司礼监印，十七年任司礼监随堂办事，“总理中外文书，提督教习兼督礼仪房”，“钦赐坐蟒，许禁地乘马”。万历十九年（1591年），掌司苑局印，二十年（1592年）兼掌巾帽局印，二十四年（1596年），“掌司礼监印，兼掌酒醋面局印，总提督礼仪房”。

## 评价
田義经历嘉靖、隆庆、万历三朝，“周慎简重，练达老成”，“始终宠遇不衰，禄米岁增。”田義是明朝難得的好宦官，劝勉皇上及时亲政，又曾搭救吴宝秀，深知矿税之害，唾棄沈一贯的软弱胆小，他罵沈一贯說：「相公稍持之，礦稅撤矣，何怯也！」
刘若愚《酌中志》称“贞介忠诚，有大臣度……性俭朴寡言，休休有量，人不敢干以私”。蔡东藩《明史通俗演义》称：“不期太监中，亦有此人，其名曰义，可谓不愧。”万历三十三年（1605年）逝世，万历辍朝三日，赐祭三坛，赏“东园秘器”，特“树享堂碑亭”，祠额题为“显德”。田義墓今坐落在石景山区模式口大街西段。